# Перкі-Франкі
Перкі-Франкі (пол. Perki-Franki) — село в Польщі, у гміні Соколи Високомазовецького повіту Підляського воєводства.
Населення — 65 осіб (2011).
У 1975-1998 роках село належало до Ломжинського воєводства.

## Демографія
Демографічна структура станом на 31 березня 2011 року:
|          | Загалом | Допрацездатний вік | Працездатний вік | Постпрацездатний вік |
| -------- | ------- | ------------------ | ---------------- | -------------------- |
| Чоловіки | 33      | 8                  | 19               | 6                    |
| Жінки    | 32      | 4                  | 18               | 10                   |
| Разом    | 65      | 12                 | 37               | 16                   |